# Påvliga rådet för främjande av kristen enhet
Påvliga rådet för främjande av kristen enhet är ett påvligt råd som ursprungligen stiftades av påve Johannes XXIII under namnet Sekretariatet för främjande av kristen enhet den 5 juni 1960. Påven hade en önskan om att Romersk-katolska kyrkan skulle delta i den ekumeniska rörelsen.
Sekretariatet framlade en rad dokument vid Andra Vatikankonciliet (1962–1965):
- Unitatis redintegratio, om ekumeniken
- Nostra aetate, om icke–kristna religioner
- Dignitatis humanae, om religionsfriheten
- Dei Verbum, om uppenbarelsen

Med den apostoliska konstitutionen Pastor bonus år 1988 ändrade påve Johannes Paulus II sekretariatets namn till Påvliga rådet för främjande av kristen enhet.
Rådet för för närvarande (2018) teologisk dialog med följande kyrkor och samfund:
- Österns assyriska kyrka
- Ortodoxa kyrkor
- Orientaliskt ortodoxa kyrkor
- Syro-malankariska ortodoxa kyrkan
- Anglikanska kyrkogemenskapen
- International Lutheran Council
- Lutherska världsförbundet
- Reformerta kyrkornas världsallians
- Metodistiska Världsrådet
- Baptisternas världsallians
- Evangeliska Världsalliansen

## Ordförande
- Augustin Bea: 1960–1968
- Johannes Willebrands: 1969–1989
- Edward Cassidy: 1989–2001
- Walter Kasper: 2001–2010
- Kurt Koch: 2010–

## Sekreterare
- Johannes Willebrands: 1960–1969
- Jean Jérôme Hamer: 1969–1973
- Pierre Duprey: 1983–1999
- Jean-Claude Périsset: 1996–1998
- Walter Kasper: 1999–2001
- Marc Ouellet: 2001–2002
- Brian Farrell: 2002–